# Premio Campiello
Il Premio Campiello è uno tra i più prestigiosi premi letterari italiani che viene assegnato annualmente a un'opera di narrativa italiana edita nell'anno di riferimento.

## Storia
Il Campiello è il risultato di un'iniziativa degli industriali del Veneto, nel 1962, per l'impulso della famiglia Valeri Manera; il nome riprende la commedia di Carlo Goldoni Il campiello e fu scelto da Edilio Rusconi (membro delle prime giurie) in onore all'importanza che, nella città di Venezia, hanno da sempre le sue piccole piazze (i campielli, appunto) come punti d'incontro e di scambio culturale ed economico per tutta la cittadinanza, indipendentemente da origini ed estrazione sociale. Fu peraltro rappresentativa di quest'ultimo aspetto la decisione di affiancare alla giuria tecnica anche una giuria più ampia, a carattere popolare.
La cerimonia di premiazione avviene a Venezia, solitamente nel Palazzo Ducale o al Gran Teatro La Fenice. Il primo Premio Campiello fu assegnato l'anno successivo, nel 1963, al romanzo di Primo Levi, La tregua. Dal 1996 è stato istituito anche il premio Campiello Giovani riservato a giovani di età compresa fra i 15 e i 22 anni per la scrittura di un racconto a tema libero in lingua italiana. Dal 2004 viene assegnato inoltre il Premio Campiello Opera Prima, al romanzo di un autore al suo esordio letterario.
Dal 1997 al 2003 la Fondazione Il Campiello ha assegnato un Premio Speciale della Giuria dei Letterati, dedicato a uno scrittore italiano o straniero che, individuato dalla Giuria dei Letterati, si sia distinto per la sua attività. Gli autori che hanno ricevuto questo speciale riconoscimento sono: Anna Maria Ortese (1997), Elio Pagliarani (1998), Maria Corti, (1999), Franco Lucentini (2000), Raffaele La Capria (2001), Michel Tournier (2002), Edoardo Sanguineti (2003).
Dal 2010 la Fondazione Il Campiello ha assegnato annualmente altri premi alla carriera, designati come: Premio della Fondazione Il Campiello. Da ottobre 2019, il Presidente della Fondazione Il Campiello è Enrico Carraro, che ricopre anche la prima carica nel direttivo di Confindustria Veneto.

## Ammissione
Sono ammesse al premio opere di narrativa italiana (romanzi e racconti) pubblicate e regolarmente in commercio nell'anno di riferimento. Sono escluse le opere a carattere propriamente saggistico ma non quelle d'ispirazione autobiografica (vedi Enzo Bettiza).

## Regolamento
La modalità di premiazione del Premio Campiello è molto particolare. A differenza di quanto accade nella maggior parte degli altri premi letterari, infatti, la Giuria dei Letterati (composta da dieci lettori qualificati e presieduta da una personalità della cultura italiana) identifica fra i libri editi nell'anno precedente una rosa di 5 libri da sottoporre alla Giuria dei Lettori, chiamata anche Giuria dei Trecento: questi 5 libri finalisti vengono insigniti ufficialmente del Premio Campiello - Selezione Giuria dei Letterati. Sarà, infatti, la Giuria dei Lettori (composta da 300 lettori, di diversa provenienza sociale, età, cultura, professione e posizione sociale) a scegliere fra i 5 finalisti il libro Campiello. È possibile far parte della Giuria Popolare una sola volta. Al vincitore viene consegnato un trofeo che riproduce in argento e oro la cosiddetta "vera da pozzo", uno dei più comuni elementi d'arredo urbano della città di Venezia, anticamente di vitale importanza per gli approvvigionamenti di acqua potabile; in particolare, il trofeo del Campiello (ideato sempre da Edilio Rusconi) è modellato a somiglianza di quella presente a San Trovaso, nel sestiere di Dorsoduro.

## Albo dei vincitori
Di seguito vengono segnalati tutti i libri partecipanti alle finali del Premio.
| Anno | Autore vincitore                       | Titolo libro insignito del Premio           | Casa editrice dell'opera vincitrice | Altri finalisti (vincitori del Premio Selezione Campiello) - Altri premi assegnati |
| ---- | -------------------------------------- | ------------------------------------------- | ----------------------------------- | --- |
| 1963 | Primo Levi                             | La tregua                                   | Einaudi                             | Carlo Alianello, L'eredità della priora (Feltrinelli) Elio Bartolini, La donna al punto (Rizzoli) Fortunato Pasqualino, Mio padre Adamo (Cappelli) Giorgio Saviane, Il papa (Rizzoli) |
| 1964 | Giuseppe Berto                         | Il male oscuro                              | Rizzoli                             | Laudomia Bonanni, L'adultera (Bompiani) Piero Chiara, La spartizione (Mondadori) Tommaso Landolfi, Tre racconti (Vallecchi) Luigi Santucci, Il velocifero (Mondadori) |
| 1965 | Mario Pomilio                          | La compromissione                           | Vallecchi                           | Antonio Aniante, Il figlio del sole (Ceschina) Beatrice Solinas Donghi, L'uomo fedele (Rizzoli) Fulvio Tomizza, La quinta stagione (Mondadori) Dante Troisi, I bianchi e i neri (Laterza) |
| 1966 | Alberto Bevilacqua                     | Questa specie d'amore                       | Rizzoli                             | Giovanni Dusi, La moglie (Bompiani) Luigi Malerba, Il serpente (Bompiani) Gino Montesanto, La cupola (Mondadori) Mario Tobino, Sulla spiaggia e di là dal molo (Mondadori) |
| 1967 | Luigi Santucci                         | Orfeo in paradiso                           | Mondadori                           | Antonio Barolini, Le notti della paura (Feltrinelli) Carlo Cassola, Storia di Ada (Einaudi) Gino De Sanctis, Il minimo d'ombra (Rizzoli) Giuseppe Mesirca, Una vecchia signora (Rebellato) |
| 1968 | Ignazio Silone                         | L'avventura d'un povero cristiano           | Mondadori                           | Arrigo Benedetti, Il ballo angelico (Mondadori) Carlo Castellaneta, Gli incantesimi (Rizzoli) Luigi Compagnone, Capriccio con rovine (Vallecchi) Pier Maria Pasinetti, Il ponte dell'Accademia (Bompiani) |
| 1969 | Giorgio Bassani                        | L'airone                                    | Mondadori                           | Giulio Cattaneo, Da inverno a inverno (il Saggiatore) Giuliano Gramigna, Marcel ritrovato (Rizzoli) Stelio Mattioni, Il re ne comanda una (Adelphi) Giuseppe Raimondi, Le nevi dell'altro anno (Mondadori) |
| 1970 | Mario Soldati                          | L'attore                                    | Mondadori                           | Ennio Flaiano, Il gioco e il massacro (Rizzoli) Carlo Emilio Gadda, La meccanica (Garzanti) Goffredo Parise, Il crematorio di Vienna (Feltrinelli) Neri Pozza, Processo per eresia (Vallecchi) |
| 1971 | Gianna Manzini                         | Ritratto in piedi                           | Mondadori                           | Manlio Cancogni, Il ritorno (Rizzoli) Renato Ghiotto, Adios (Rizzoli) Ercole Patti, Diario siciliano (Bompiani) Enrico Raffi, Sposa mia (Bompiani) |
| 1972 | Mario Tobino                           | Per le antiche scale                        | Mondadori                           | Alberto Arbasino, La bella di Lodi (Einaudi) Giovanni Arpino, Randagio è l'eroe (Rizzoli) Carlo Laurenzi, Quell'antico amore (Rusconi) Ottiero Ottieri, Il campo di concentrazione (Bompiani) |
| 1973 | Carlo Sgorlon                          | Il trono di legno                           | Mondadori                           | Carlo Cassola, Monte Mario (Rizzoli) Raffaele La Capria, Amore e psiche (Bompiani) Luigi Magnani, Il nipote di Beethoven (Einaudi) Giorgio Saviane, Il mare verticale (Rusconi) |
| 1974 | Stefano Terra                          | Alessandra                                  | Bompiani                            | Rodolfo Doni, Muro d'ombra (Rusconi) Tommaso Landolfi, Le labrene (Rizzoli) Fulvio Tomizza, Dove tornare (Mondadori) Fiora Vincenti, Utopia per flauto solo (Vallecchi) |
| 1975 | Stanislao Nievo                        | Il prato in fondo al mare                   | Mondadori                           | Carla Cerati, Un matrimonio perfetto (Marsilio) Gino Montesanto, Il figlio (Rusconi) Giorgio Soavi, Memorie di un miliardario (Rizzoli) Alberto Vigevani, Il grembiule rosso (Mondadori) |
| 1976 | Gaetano Tumiati                        | Il busto di gesso                           | Mursia                              | Paolo Barbaro, Le pietre, l'amore (Mondadori) Carlo Coccioli, Davide (Rusconi) Alfredo Todisco, Storia naturale di una passione (Rizzoli) Mimì Zorzi, La nuova età (Marsilio) |
| 1977 | Saverio Strati                         | Il selvaggio di Santa Venere                | Mondadori                           | Carlo Della Corte, Cuor di padrone (Edizioni del Ruzante) Gina Lagorio, La spiaggia del lupo (Garzanti) Ferruccio Parazzoli, Il giro del mondo (Bompiani) Eugenio Travaini, Il vento in testa (Rizzoli) |
| 1978 | Gianni Granzotto                       | Carlo Magno                                 | Mondadori                           | Elio Bartolini, Pontificale in San Marco (Rusconi) Giuseppe Bonaviri, Dolcissimo (Rizzoli) Pasquale Festa Campanile, Il ladrone (Bompiani) Giuseppe Pontiggia, Il giocatore invisibile (Mondadori) |
| 1979 | Mario Rigoni Stern                     | Storia di Tönle                             | Einaudi                             | Giuseppe Cassieri, Ingannare l'attesa (Garzanti) Italo Alighiero Chiusano, L'ordalia (Rusconi) Rolly Marchi, Ride la luna (Mursia) Luciano Marigo, Due giorni con Chiara (Città Armoniosa) |
| 1980 | Giovanni Arpino                        | Il fratello italiano                        | Rizzoli                             | Antonio Altomonte, Sua Eccellenza (Rusconi) Stelio Mattioni, Il richiamo di Alma (Adelphi) Rossana Ombres, Serenata (Mondadori) Luigi Testaferrata, L'altissimo e le rose (Città Armoniosa) |
| 1981 | Gesualdo Bufalino                      | Diceria dell'untore                         | Sellerio                            | Anna Banti, Un grido lacerante (Rizzoli) Gian Piero Bona, Il silenzio delle cicale (Garzanti) Tonino Guerra, I guardatori della luna (Bompiani) Bino Sanminiatelli, La vita in campagna (Longanesi) |
| 1982 | Primo Levi                             | Se non ora, quando?                         | Einaudi                             | Raul Lunardi, Alessandria (Fogola) Ferruccio Parazzoli, Uccelli del paradiso (Mondadori) Goffredo Parise, Sillabario n. 2 (Mondadori) Antonio Terzi, La fuga delle api (Bompiani) |
| 1983 | Carlo Sgorlon                          | La conchiglia di Anataj                     | Mondadori                           | Isabella Bossi Fedrigotti, Casa di guerra (Longanesi) Alcide Paolini, L'eterna finzione (Bompiani) Pier Maria Pasinetti, Dorsoduro (Rizzoli) Ferruccio Ulivi, La notte di Toledo (Rusconi) |
| 1984 | Pasquale Festa Campanile               | Per amore, solo per amore                   | Bompiani                            | Antonio Altomonte, Il fratello orientale (Rusconi) Raffaele Crovi, Ladro di ferragosto (Frassinelli) Guglielmo Petroni, Il nome delle parole (Rizzoli) Giorgio Soavi, Il conte (Longanesi) |
| 1985 | Mario Biondi                           | Gli occhi di una donna                      | Longanesi                           | Giorgio Montefoschi, La terza donna (Garzanti) Gino Montesanto, Così non sia (Rusconi) Roberto Pazzi, Cercando l'imperatore (Marietti) Antonio Tabucchi, Piccoli equivoci senza importanza (Feltrinelli) |
| 1986 | Alberto Ongaro                         | La partita                                  | Longanesi                           | Ferdinando Camon, La donna dei fili (Garzanti) Neri Pozza, L'ultimo della classe (Marsilio) Fulvio Tomizza, Gli sposi di Via Rossetti (Mondadori) Mimì Zorzi, La vita a metà (Rusconi) |
| 1987 | Raffaele Nigro                         | I fuochi del Basento                        | Camunia                             | Sergio Ferrero, La valigia vuota (Longanesi) Giuliana Morandini, Angelo a Berlino (Bompiani) Emilio Tadini, La lunga notte (Rizzoli) Dante Troisi, L'inquisitore dell'interno sedici (Studio Tesi) |
| 1988 | Rosetta Loy                            | Le strade di polvere                        | Einaudi                             | Paolo Barbaro, Diario a due (Marsilio) Giulio Cisco, La Patria riconoscente (Camunia) Marta Morazzoni, L'invenzione della verità (Longanesi) Renzo Rosso, Le donne divine (Garzanti) |
| 1989 | Francesca Duranti                      | Effetti personali                           | Rizzoli                             | Ferdinando Camon, Il canto delle balene (Garzanti) Paola Capriolo, Il nocchiero (Feltrinelli) Giorgio Pressburger, La legge degli spazi bianchi (Marietti) Giampaolo Rugarli, Il nido di ghiaccio (Mondadori) |
| 1990 | Dacia Maraini                          | La lunga vita di Marianna Ucrìa             | Rizzoli                             | Carlo Della Corte, Il diavolo suppongo (Marsilio) Nino Majellaro, L'isola delle comete (Camunia) Michele Mari, Io venìa pien d'angoscia a rimirarti (Longanesi) Sebastiano Vassalli, La chimera (Einaudi) |
| 1991 | Isabella Bossi Fedrigotti              | Di buona famiglia                           | Longanesi                           | Alessandro Baricco, Castelli di rabbia (Rizzoli) Raffaele Crovi, Le parole del padre (Rusconi) Renato Minore, Rimbaud (Mondadori) Giorgio Montefoschi, Il volto nascosto (Bompiani) |
| 1992 | Sergio Maldini                         | La casa a Nord-Est                          | Marsilio                            | Luca Doninelli, La revoca (Garzanti) Luigi Malerba, Le pietre volanti (Rizzoli) Marta Morazzoni, Casa materna (Longanesi) Enzo Siciliano, Carta blu (Mondadori) |
| 1993 | Raffaele Crovi                         | La valle dei cavalieri                      | Mondadori                           | Antonio Debenedetti, Racconti naturali e straordinari (Rizzoli) Stefano Jacomuzzi, Le storie dell'ultimo giorno (Garzanti) Gabriele Romagnoli, Navi in bottiglia (Mondadori) Fulvio Tomizza, I rapporti colpevoli (Bompiani) |
| 1994 | Antonio Tabucchi                       | Sostiene Pereira                            | Feltrinelli                         | Alberto Arbasino, Fratelli d'Italia (Adelphi) Francesco Biamonti, Attesa sul mare (Einaudi) Margaret Mazzantini, Il catino di zinco (Marsilio) Giuseppe Pontiggia, Vite di uomini non illustri (Mondadori) |
| 1995 | Maurizio Maggiani                      | Il coraggio del pettirosso                  | Feltrinelli                         | Paolo Barbaro, La casa con le luci (Bollati Boringhieri) Enrico Brizzi, Jack Frusciante è uscito dal gruppo (Baldini & Castoldi) Daniele Del Giudice, Staccando l'ombra da terra (Einaudi) Virgilio Scapin, Il bastone a calice (Neri Pozza) |
| 1996 | Enzo Bettiza                           | Esilio                                      | Mondadori                           | Roberto Cotroneo, Presto con fuoco (Mondadori) Piero Meldini, L'antidoto della malinconia (Adelphi) Roberto Pazzi, Incerti di viaggio (Longanesi) Michele Prisco, Il pellicano di pietra (Rizzoli) |
| 1997 | Marta Morazzoni                        | Il caso Courrier                            | Longanesi                           | Eraldo Affinati, Campo del sangue (Mondadori) Daniele Del Giudice, Mania (Einaudi) Enrico Pellegrini, La negligenza (Marsilio) Elisabetta Rasy, Posillipo (Rizzoli) |
| 1998 | Cesare De Marchi                       | Il talento                                  | Feltrinelli                         | Francesco Biamonti, Le parole la notte (Einaudi) Romolo Bugaro, La buona e brava gente della nazione (Baldini & Castoldi) Laura Pariani, La perfezione degli elastici (e del cinema) (Rizzoli) Ugo Riccarelli, Un uomo che forse si chiamava Schulz (Piemme) |
| 1999 | Ermanno Rea                            | Fuochi fiammanti a un'ora di notte          | Rizzoli                             | Cino Boccazzi, La bicicletta di mio padre (Neri Pozza) Guido Conti, I cieli di vetro (Guanda) Giampaolo Spinato, Il cuore rovesciato (Mondadori) Simona Vinci, In tutti i sensi come l'amore (Einaudi) |
| 2000 | Sandro Veronesi                        | La forza del passato                        | Bompiani                            | Vito Bruno, Mare e mare (e/o) Sergio Ferrero, Le farfalle di Voltaire (Mondadori) Paola Mastrocola, La gallina volante (Guanda) Franco Scaglia, Margherita vuole il regno (Baldini & Castoldi) |
| 2001 | Giuseppe Pontiggia                     | Nati due volte                              | Mondadori                           | Bruno Arpaia, L'angelo della storia (Guanda) Giorgio Calcagno, Dodici Lei (Aragno) Diego De Silva, Certi bambini (Einaudi) Domenico Starnone, Via Gemito (Feltrinelli) |
| 2002 | Franco Scaglia                         | Il custode dell'acqua                       | Piemme                              | Giosuè Calaciura, Sgobbo (Baldini & Castoldi) Diego Marani, L'ultimo dei Vostiachi (Bompiani) Giancarlo Marinelli, Dopo l'amore (Guanda) Nico Orengo, La curva del Latte (Einaudi) |
| 2003 | Marco Santagata                        | Il Maestro dei santi pallidi                | Guanda                              | Roberto Alajmo, Cuore di madre (Mondadori) Giuseppe Montesano, Di questa vita menzognera (Feltrinelli) Laura Pariani, L'uovo di Gertrudina (Rizzoli) Simona Vinci, Come prima delle madri (Einaudi) |
| 2004 | Paola Mastrocola                       | Una barca nel bosco                         | Guanda                              | Carmine Abate, La festa del ritorno (Mondadori) Antonia Arslan, La masseria delle allodole (Rizzoli) Alberto Bevilacqua, La Pasqua rossa (Einaudi) Luigi Guarnieri, La doppia vita di Vermeer (Mondadori) Opera prima: Valeria Parrella, Mosca più balena (minimum fax) |
| 2005 | ex aequo Pino Roveredo Antonio Scurati | Mandami a dire Il sopravvissuto             | Bompiani                            | Ennio Cavalli, Quattro errori di Dio (Aragno) Gianni Celati, Fata Morgana (Feltrinelli) Raffaele Nigro, Malvarosa (Rizzoli) Opera prima: Alessandro Piperno, Con le peggiori intenzioni (Mondadori) |
| 2006 | Salvatore Niffoi                       | La vedova scalza                            | Adelphi                             | Giancarlo Marinelli, Ti lascio il meglio di me (Mondadori) Claudio Piersanti, Il ritorno a casa di Enrico Metz (Bompiani) Nico Orengo, Di viole e liquirizia (Einaudi) Pietrangelo Buttafuoco, Le uova del drago (Feltrinelli) Opera prima: Marco Missiroli, Senza coda (Fanucci) |
| 2007 | Mariolina Venezia                      | Mille anni che sto qui                      | Einaudi                             | Milena Agus, Mal di pietre (nottetempo) Romolo Bugaro, Il labirinto delle passioni perdute (Rizzoli) Carlo Fruttero, Donne informate sui fatti (Mondadori) Alessandro Zaccuri, Il signor figlio (Mondadori) Opera prima: Paolo Colagrande, Fìdeg (Alet) |
| 2008 | Benedetta Cibrario                     | Rossovermiglio                              | Feltrinelli                         | Eliana Bouchard, Louise. Canzone senza pause (Bollati Boringhieri) Paolo Di Stefano, Nel cuore che ti cerca (Rizzoli) Chiara Gamberale, La zona cieca (Bompiani) Cinzia Tani, Sole e ombra (Mondadori) Opera prima: Paolo Giordano, La solitudine dei numeri primi (Mondadori) |
| 2009 | Margaret Mazzantini                    | Venuto al mondo                             | Mondadori                           | Elena Loewenthal, Conta le stelle, se puoi (Einaudi) Pierluigi Panza, La croce e la sfinge, vita scellerata di Giovan Battista Piranesi (Bompiani) Francesco Recami, Il superstizioso (Sellerio) Andrea Vitali, Almeno il cappello (Garzanti) Opera prima: Cesarina Vighy, L'ultima estate (Fazi) |
| 2010 | Michela Murgia                         | Accabadora                                  | Einaudi                             | Gianrico Carofiglio, Le perfezioni provvisorie (Sellerio) Gad Lerner, Scintille. Una storia di anime vagabonde (Feltrinelli) Laura Pariani, Milano è una selva oscura (Einaudi) Antonio Pennacchi, Canale Mussolini (Mondadori) Opera prima: Silvia Avallone, Acciaio (Rizzoli) |
| 2011 | Andrea Molesini                        | Non tutti i bastardi sono di Vienna         | Sellerio                            | Maria Pia Ammirati, Se tu fossi qui (Cairo) Ernesto Ferrero, Disegnare il vento (Einaudi) Giuseppe Lupo, L'ultima sposa di Palmira (Marsilio) Federica Manzon, Di fama e di sventura (Mondadori) Opera prima: Viola Di Grado, Settanta acrilico trenta lana (e/o) |
| 2012 | Carmine Abate                          | La collina del vento                        | Mondadori                           | Marcello Fois, Nel tempo di mezzo (Einaudi) Francesca Melandri, Più alto del mare (Rizzoli) Marco Missiroli, Il senso dell'elefante (Guanda) Giovanni Montanaro, Tutti i colori del mondo (Feltrinelli) Opera prima: Roberto Andò, Il trono vuoto (Bompiani) |
| 2013 | Ugo Riccarelli                         | L'amore graffia il mondo                    | Mondadori                           | Giovanni Cocco, La caduta (Nutrimenti) Valerio Magrelli, Geologia di un padre (Einaudi) Beatrice Masini, Tentativi di botanica degli affetti (Bompiani) Fabio Stassi, L'ultimo ballo di Charlot (Sellerio) Opera prima: Matteo Cellini, Cate, io (Fazi) |
| 2014 | Giorgio Fontana                        | Morte di un uomo felice                     | Sellerio                            | Mauro Corona, La voce degli uomini freddi (Mondadori) Giorgio Falco, La gemella H (Einaudi) Fausta Garavini, Le vite di Monsù Desiderio (Bompiani) Michele Mari, Roderick Duddle (Einaudi) Opera prima: Stefano Valenti, La fabbrica del panico (Feltrinelli) |
| 2015 | Marco Balzano                          | L'ultimo arrivato                           | Sellerio                            | Paolo Colagrande, Senti le rane (nottetempo) Vittorio Giacopini, La mappa (il Saggiatore) Carmen Pellegrino, Cade la terra (Giunti) Antonio Scurati, Il tempo migliore della nostra vita (Bompiani) Opera prima: Enrico Ianniello, La vita prodigiosa di Isidoro Sifflotin (Feltrinelli) Fondazione Il Campiello: Sebastiano Vassalli Campiello Giovani: Eva Luna Mascolino, Je Suis Charlie |
| 2016 | Simona Vinci                           | La prima verità                             | Einaudi                             | Alessandro Bertante, Gli ultimi ragazzi del secolo (Giunti) Luca Doninelli, Le cose semplici (Bompiani) Elisabetta Rasy, Le regole del fuoco (Rizzoli) Andrea Tarabbia, Il giardino delle mosche: vita di Andrej Čikatilo (Ponte alle Grazie) Opera prima: Gesuino Némus, La teologia del cinghiale (Elliot) Fondazione Il Campiello: Ferdinando Camon Campiello Giovani: Ludovica Medaglia, Wanderer (Viandante) |
| 2017 | Donatella Di Pietrantonio              | L'Arminuta                                  | Einaudi                             | Mauro Covacich, La città interiore (La nave di Teseo) Stefano Massini, Qualcosa sui Lehman (Mondadori) Laura Pugno, La ragazza selvaggia (Marsilio) Alessandra Sarchi, La notte ha la mia voce (Einaudi) Opera prima: Francesca Manfredi, Un buon posto dove stare (La nave di Teseo) Fondazione Il Campiello: Rosetta Loy Campiello Giovani: Andrea Zancanaro, Ognuno ha il suo mostro |
| 2018 | Rosella Postorino                      | Le assaggiatrici                            | Feltrinelli                         | Ermanno Cavazzoni, La galassia dei dementi (La nave di Teseo) Helena Janeczek, La ragazza con la Leica (Guanda) Davide Orecchio, Mio padre la rivoluzione (minimum fax) Francesco Targhetta, Le vite potenziali (Mondadori) Opera prima: Valerio Valentini, Gli 80 di Campo Rammaglia (Laterza) Fondazione Il Campiello: Marta Morazzoni Campiello Giovani: Elettra Solignani, Con i mattoni |
| 2019 | Andrea Tarabbia                        | Madrigale senza suono                       | Bollati Boringhieri                 | Giulio Cavalli, Carnaio (Fandango) Paolo Colagrande, La vita dispari (Einaudi) Laura Pariani, Il gioco di Santa Oca (La nave di Teseo) Francesco Pecoraro, Lo stradone (Ponte alle Grazie) Opera prima: Marco Lupo, Hamburg (il Saggiatore) Fondazione Il Campiello: Isabella Bossi Fedrigotti Campiello Giovani: Matteo Porru, Talismani |
| 2020 | Remo Rapino                            | Vita, morte e miracoli di Bonfiglio Liborio | minimum fax                         | Patrizia Cavalli, Con passi giapponesi (Einaudi) Sandro Frizziero, Sommersione (Fazi) Francesco Guccini, Tralummescuro (Giunti) Ade Zeno, L'incanto del pesce luna (Bollati Boringhieri) Opera prima: Veronica Galletta, Le isole di Norman (Italo Svevo) Fondazione Il Campiello: Alessandro Baricco Campiello Giovani: Michela Panichi, Meduse |
| 2021 | Giulia Caminito                        | L'acqua del lago non è mai dolce            | Bompiani                            | Andrea Bajani, Il libro delle case (Feltrinelli) Paolo Malaguti, Se l'acqua ride (Einaudi) Paolo Nori, Sanguina ancora (Mondadori) Carmen Pellegrino, La felicità degli altri (La nave di Teseo) Opera prima: Daniela Gambaro, Dieci storie quasi vere (Nutrimenti) Fondazione Il Campiello: Daniele Del Giudice Campiello Giovani: Alice Scalas Bianco, Ritratto di Parigi |
| 2022 | Bernardo Zannoni                       | I miei stupidi intenti                      | Sellerio                            | Fabio Bacà, Nova (Adelphi) Antonio Pascale, La foglia di fico (Einaudi) Daniela Ranieri, Stradario aggiornato di tutti i miei baci (Ponte alle Grazie) Elena Stancanelli, Il tuffatore (La Nave di Teseo) Opera prima: Francesca Valente, Altro nulla da segnalare (Einaudi) Fondazione Il Campiello: Corrado Stajano Campiello Giovani: Alberto Bartolo Varsalona, La Spartenza Campiello Junior: Antonella Sbuelz, Questa notte non torno (Feltrinelli) Campiello dei Campielli: Primo Levi, La tregua |
| 2023 | Benedetta Tobagi                       | La Resistenza delle donne                   | Einaudi                             | Silvia Ballestra, La sibilla. Vita di Joyce Lussu (Laterza) Marta Cai, Centomilioni (Einaudi) Tommaso Pincio, Diario di un'estate marziana (Perrone) Filippo Tuena, In cerca di Pan (Nottetempo) Opera prima: Emiliano Morreale, L'ultima innocenza (Sellerio) Fondazione Il Campiello: Edith Bruck Campiello Giovani: Elisabetta Fontana, Sotto la pelle Campiello Junior: 7-10 anni: Nicola Cinquetti, L'incredibile notte di Billy Bologna (Lapis); 11-14 anni: Davide Rigiani, Il Tullio e l'eolao più stranissimo di tutto il Canton Ticino (minimum fax) Campiello Natura: Raffaella Romagnolo, Il cedro del Libano (Aboca) Menzione speciale: Ada D'Adamo, Come d'Aria (Elliot) |
| 2024 | Federica Manzon                        | Alma                                        | Feltrinelli                         | Antonio Franchini, Il fuoco che ti porti dentro (Marsilio) Michele Mari, Locus Desperatus (Einaudi) Vanni Santoni, Dilaga ovunque (Laterza) Emanuele Trevi, La casa del Mago (Ponte alle Grazie) Opera prima: Fiammetta Palpati, La casa delle orfane bianche (Laurana) Campiello Natura: Emanuela Evangelista, Amazzonia. Una vita nel cuore della foresta (Laterza) Campiello Giovani: Giulia Arnoldi, Appena prima dell'ultimo accordo Fondazione Il Campiello: Paolo Rumiz |
| 2025 |                                        |                                             |                                     | Marco Belpoliti, Nord Nord (Einaudi) Fabio Stassi, Bebelplatz (Sellerio) Monica Pareschi, Inverness (Polidoro) Wanda Marasco, Di spalle a questo mondo (Neri Pozza) Alberto Prunetti, Troncamacchioni (Feltrinelli) Opera prima: Antonio Galetta, Pietà (Einaudi) |

## Messa in onda televisiva
A partire dal 1965 la cerimonia di premiazione è seguita dalla Rai, che per numerose edizioni ha trasmesso la serata in differita in seconda serata su Rai 1 o Rai 2. Dal 2013 l'evento viene trasmesso in diretta in prima serata su Rai 5, fatta esclusione delle edizioni 2014 e 2015, trasmesse in differita rispettivamente dal Consorzio Reti Nord Est (Telenuovo, Telechiara, TVA Vicenza, Antennatre) e da LA7. La location storica dell'evento è stata sino ai primi anni 2000 il Cortile del Palazzo Ducale, fatta eccezione del 1993 e del 2003, quando a causa del maltempo la serata venne spostata all'ultimo momento rispettivamente presso il Palazzetto dello Sport della città e all'interno del Palazzo Ducale. Dal 2004 la serata è realizzata nel prestigioso Gran Teatro La Fenice, fatta eccezione dell'edizione del 2020, tornata all'aperto nel cortile del Palazzo Ducale per rispetto delle disposizioni in materia di contrasto alla diffusione del COVID 19. Tra le altre location utilizzate nel corso degli anni anche il Teatro Carlo Goldoni (1994) e il sagrato della Basilica di Santa Maria della Salute (1996).
| Edizione | Messa in onda     | Conduzione           | Conduzione                   | Rete                                                                     | Location                                           |
| -------- | ----------------- | -------------------- | ---------------------------- | ------------------------------------------------------------------------ | -------------------------------------------------- |
| 3ª       | settembre 1965    | Luciano Luisi        | Eleonora Rossi Drago madrina | Secondo Programma                                                        | Isola di San Giorgio                               |
| 4ª       | settembre 1966    | Luciano Luisi        | Luciano Luisi                | Programma Nazionale                                                      | Isola di San Giorgio                               |
| 5ª       | 2 settembre 1967  | Luciano Luisi        | Claudia Cardinale madrina    | Secondo Programma                                                        | Isola di San Giorgio                               |
| 6ª       | 3 settembre 1968  | Luciano Luisi        | Gina Lollobrigida madrina    | Secondo Programma                                                        | Isola di San Giorgio                               |
| 7ª       | 6 settembre 1969  | Luciano Luisi        | Sylva Koscina madrina        | Secondo Programma                                                        | Isola di San Giorgio                               |
| 8ª       | 5 settembre 1970  | Luciano Luisi        | Anna Moffo madrina           | Secondo Programma                                                        | Cortile del Palazzo Ducale                         |
| 9ª       | 4 settembre 1971  | Luciano Luisi        | Florinda Bolkan madrina      | Secondo Programma                                                        | Cortile del Palazzo Ducale                         |
| 10ª      | 2 settembre 1972  | Luciano Luisi        | Carla Fracci madrina         | Secondo Programma                                                        | Cortile del Palazzo Ducale                         |
| 11ª      | 1 settembre 1973  | Luciano Luisi        | Lisa Gastoni madrina         | Secondo Programma                                                        | Cortile del Palazzo Ducale                         |
| 12ª      | 7 settembre 1974  | Luciano Luisi        | Rosanna Schiaffino madrina   | Secondo Programma                                                        | Gran Teatro La Fenice                              |
| 13ª      | 6 settembre 1975  | Luciano Luisi        | Monica Vitti madrina         | Secondo Programma                                                        | Cortile del Palazzo Ducale                         |
| 14ª      | 4 settembre 1976  | Gianni Raccanelli    | Mariangela Melato madrina    | Rete 2                                                                   | Gran Teatro La Fenice                              |
| 15ª      | 3 settembre 1977  | Gianni Raccanelli    | Gianni Raccanelli            | Rete 2                                                                   | Cortile del Palazzo Ducale                         |
| 16ª      | 2 settembre 1978  | Luciano Luisi        | Luciano Luisi                | Rete 1                                                                   | Cortile del Palazzo Ducale                         |
| 17ª      | 8 settembre 1979  | Giorgio Albertazzi   | Gianni Raccanelli            | Rete 2                                                                   | Cortile del Palazzo Ducale                         |
| 18ª      | 6 settembre 1980  | Luciano Luisi        | Luciano Luisi                | Rete 1                                                                   | Cortile del Palazzo Ducale                         |
| 19ª      | 5 settembre 1981  | Luciano Luisi        | Luciano Luisi                | Rete 1                                                                   | Cortile del Palazzo Ducale                         |
| 20ª      | 4 settembre 1982  | Luciano Luisi        | Luciano Luisi                | Rete 1                                                                   | Cortile del Palazzo Ducale                         |
| 21ª      | 3 settembre 1983  | Luciano Luisi        | Pippo Baudo                  | Rai 1                                                                    | Gran Teatro La Fenice                              |
| 22ª      | 8 settembre 1984  | Luciano Luisi        | Luciano Luisi                | Rai 1                                                                    | Cortile del Palazzo Ducale                         |
| 23ª      | 7 settembre 1985  | Luciano Luisi        | Luciano Luisi                | Rai 1                                                                    | Cortile del Palazzo Ducale                         |
| 24ª      | 6 settembre 1986  | Luciano Luisi        | Enrica Bonaccorti            | Rai 1                                                                    | Cortile del Palazzo Ducale                         |
| 25ª      | 5 settembre 1987  | Luciano Luisi        | Enrico Mentana               | Rai 1                                                                    | Cortile del Palazzo Ducale                         |
| 26ª      | 3 settembre 1988  | Bruno Vespa          | Michela Rocco di Torrepadula | Rai 1                                                                    | Cortile del Palazzo Ducale                         |
| 27ª      | 2 settembre 1989  | Claudio Angelini     | Claudio Angelini             | Rai 1                                                                    | Palazzetto dello Sport                             |
| 28ª      | 8 settembre 1990  | Claudio Angelini     | Claudio Angelini             | Rai 1                                                                    | Cortile del Palazzo Ducale                         |
| 29ª      | 7 settembre 1991  | Claudio Angelini     | Claudio Angelini             | Rai 1                                                                    | Cortile del Palazzo Ducale                         |
| 30ª      | 5 settembre 1992  | Claudio Angelini     | Claudio Angelini             | Rai 1                                                                    | Cortile del Palazzo Ducale                         |
| 31ª      | 4 settembre 1993  | Elisabetta Gardini   | Elisabetta Gardini           | Rai 1                                                                    | Palazzetto dello Sport                             |
| 32ª      | 17 settembre 1994 | Vincenzo Mollica     | Elisabetta Pozzi             | Rai 1                                                                    | Teatro Carlo Goldoni                               |
| 33ª      | 12 settembre 1995 | Vincenzo Mollica     | Mara Venier                  | Rai 2                                                                    | Isola di San Giorgio                               |
| 34ª      | 14 settembre 1996 | Vincenzo Mollica     | Mara Venier                  | Rai 1                                                                    | Sagrato della Basilica di Santa Maria della Salute |
| 35ª      | 12 settembre 1997 | Giovanna Zucconi     | Giovanna Zucconi             | Rai 1                                                                    | Cortile del Palazzo Ducale                         |
| 36ª      | settembre 1998    | Vincenzo Mollica     | Nancy Brilli                 | Rai 1                                                                    | Cortile del Palazzo Ducale                         |
| 37ª      | 18 settembre 1999 | Vincenzo Mollica     | Nancy Brilli                 | Rai 1                                                                    | Cortile del Palazzo Ducale                         |
| 38ª      | 16 settembre 2000 | Maria Grazia Capulli | Guido Barendson              | Rai 1                                                                    | Cortile del Palazzo Ducale                         |
| 39ª      | 15 settembre 2001 | Corrado Augias       | Monica Leofreddi             | Rai 1                                                                    | Cortile del Palazzo Ducale                         |
| 40ª      | 13 settembre 2002 | Corrado Augias       | Sarah Felberbaum             | Rai 1                                                                    | Cortile del Palazzo Ducale                         |
| 41ª      | 15 settembre 2003 | Corrado Augias       | Roberta Capua                | Rai 1                                                                    | Cortile e Salone del Palazzo Ducale                |
| 42ª      | 18 settembre 2004 | Bruno Vespa          | Serena Autieri               | Rai 1                                                                    | Gran Teatro La Fenice                              |
| 43ª      | 17 settembre 2005 | Bruno Vespa          | Serena Autieri               | Rai 1                                                                    | Gran Teatro La Fenice                              |
| 44ª      | 10 settembre 2006 | Bruno Vespa          | Martina Colombari            | Rai 1                                                                    | Gran Teatro La Fenice                              |
| 45ª      | 1 settembre 2007  | Bruno Vespa          | Ines Sastre                  | Rai 1                                                                    | Gran Teatro La Fenice                              |
| 46ª      | 30 agosto 2008    | Bruno Vespa          | Claudia Gerini               | Rai 1                                                                    | Gran Teatro La Fenice                              |
| 47ª      | 5 settembre 2009  | Bruno Vespa          | Maria Grazia Cucinotta       | Rai 1                                                                    | Gran Teatro La Fenice                              |
| 48ª      | 4 settembre 2010  | Bruno Vespa          | Andrea Osvárt                | Rai 1                                                                    | Gran Teatro La Fenice                              |
| 49ª      | 3 settembre 2011  | Bruno Vespa          | Serena Autieri               | Rai 1                                                                    | Gran Teatro La Fenice                              |
| 50ª      | 1 settembre 2012  | Bruno Vespa          | Anna Valle                   | Rai 1                                                                    | Gran Teatro La Fenice                              |
| 51ª      | 7 settembre 2013  | Neri Marcorè         | Geppi Cucciari               | Rai 5                                                                    | Gran Teatro La Fenice                              |
| 52ª      | 13 settembre 2014 | Neri Marcorè         | Geppi Cucciari               | LA7                                                                      | Gran Teatro La Fenice                              |
| 53ª      | 12 settembre 2015 | Neri Marcorè         | Geppi Cucciari               | Consorzio Reti Nord Est (Telenuovo, Telechiara, TVA Vicenza, Antennatre) | Gran Teatro La Fenice                              |
| 54ª      | 10 settembre 2016 | Neri Marcorè         | Geppi Cucciari               | Rai 5                                                                    | Gran Teatro La Fenice                              |
| 55ª      | 9 settembre 2017  | Enrico Bertolino     | Natasha Stefanenko           | Rai 5                                                                    | Gran Teatro La Fenice                              |
| 56ª      | 15 settembre 2018 | Enrico Bertolino     | Mia Ceran                    | Rai 5                                                                    | Gran Teatro La Fenice                              |
| 57ª      | 14 settembre 2019 | Andrea Delogu        | Andrea Delogu                | Rai 5                                                                    | Gran Teatro La Fenice                              |
| 58ª      | 19 settembre 2020 | Cristina Parodi      | Cristina Parodi              | Rai 5                                                                    | Piazza San Marco                                   |
| 59ª      | 4 settembre 2021  | Andrea Delogu        | Lodo Guenzi                  | Rai 5                                                                    | Arsenale di Venezia                                |
| 60ª      | 3 settembre 2022  | Francesca Fialdini   | Lodo Guenzi                  | Rai 5                                                                    | Gran Teatro La Fenice                              |
| 61ª      | 16 settembre 2023 | Francesca Fialdini   | Lodo Guenzi                  | Rai 5                                                                    | Gran Teatro La Fenice                              |
| 62ª      | 21 settembre 2024 | Francesca Fialdini   | Lodo Guenzi                  | Rai 5                                                                    | Gran Teatro La Fenice                              |

## Citazioni
Nella canzone Ping Pong del 1980, Rino Gaetano cita il Premio Campiello nel seguente verso:
(Rino Gaetano, Ping Pong)